# 프룬젠스카야역 (모스크바 지하철)
프룬젠스카야역(러시아어: Фру́нзенская)은 러시아 모스크바 지하철 소콜니체스카야 선의 역이다.

## 역사
프룬젠스카야 역은 1957년 5월 1일 개장했다. 역의 이름은 러시아 내전 당시 붉은 군대의 지휘관이었던 미하일 프룬제에서 따왔다.

## 설계
역은 스탈린 양식으로 지어졌다. 역의 건설에는 건축가 로베르트 포그레브노이와 유리 젠키비치가 참가하였다.